# International Snowboarding Federation
International Snowboarding Federation czyli Międzynarodowa Federacja Snowboardingu była organizacją zajmującą się promowaniem snowboardingu, organizowaniem zawodów w rangach regionalnych i międzynarodowych.
Po rozwiązaniu National Association of Professional Snowboarders w roku 1990, pięć krajów oraz 120 zawodników powołało Międzynarodową Federację Snowboardingu (International Snowboard Federation - ISF), której celem było organizowanie wszelkiej działalności snowboardowej (zawody, mistrzostwa, imprezy kulturalne i towarzyskie, szkolenia...) przez zawodników dla zawodników.
Próbowano zebrać razem najlepszych zawodników w celu sprawdzenia ich umiejętności w środowisku pozbawionym konkurencyjności oraz obciążonym ideą dobrej zabawy. Ostatecznie ISF przyciągnął zawodników z różnych kategorii wiekowych i o różnych umiejętnościach, którym ówczesne gwiazdy jak Terje Haakonsen, Daniel Franck czy Danny Kass pomagały dopracować umiejętności w szybkim czasie do poziomu zawodniczego aby osiągać dobre wyniki podczas zawodów.
ISF ustalił wysoki standard zawodów, oraz doprowadził do wprowadzenia konkurencji z tego sportu do programu Zimowych Igrzysk Olimpijskich w 1998 roku.
Kontrowersyjną sytuacją było przyznanie przez Międzynarodowy Komitet Olimpijski nadzoru nad snowboardingiem Międzynarodowej Federacji Narciarskiej (FIS). Trzykrotny Mistrz Świata Terje Haakonsen zbojkotował igrzyska olimpijskie w ramach protestu przeciw przejęciu kontroli nad snowboardingiem przez federację zajmującą się innym sportem. Inni zawodnicy poszli w ślad za Haakonsenem utrzymując, że zasady FIS są nieodpowiednie dla snowboardingu.
Ostatecznie FIS utrzymał kontrolę nad zawodami Olimpijskimi argumentując, że snowboarding jest sportem wywodzącym się z narciarstwa, a nie dyscypliną rozwijającą się niezależnie.
Pomimo że ISF kontynuowała reprezentowanie snowboardingu na poziomie międzynarodowym, powoli zaczęła tracić energię rozwojową, sponsorów i finanse konieczne do kontynuowania działalności na dotychczasowym poziomie.
Organizacja zakończyła swoją działalność 22 czerwca 2002 roku.